# L’Isle-Adam
L’Isle-Adam [lil adɑ̃] ist eine französische Gemeinde mit 12.302 Einwohnern (Stand 1. Januar 2022) im Département Val-d’Oise in der Region Île-de-France. Sie gehört zum Arrondissement Pontoise und zum Kanton L’Isle-Adam. Die Einwohner werden Adamois genannt.

## Geografie

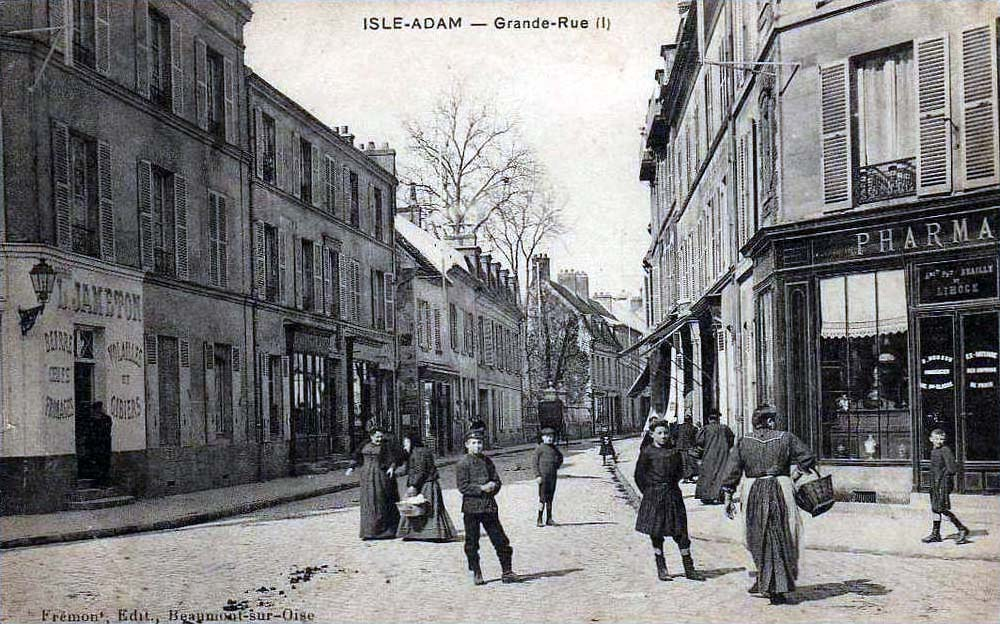
Die Grande-Rue um 1900

Die Stadt liegt in der Banlieue nordwestlich von Paris. Im Westen grenzt die Stadt an den Fluss Oise, zu allen anderen Seiten ist sie vom Forêt de L’Isle-Adam umgeben.
Benachbarte Gemeinden sind Parmain, Champagne-sur-Oise, Mours, Presles, Nerville-la-Forêt, Villiers-Adam, Butry-sur-Oise, Mériel und Valmondois.

## Geschichte
Im Zweiten Weltkrieg durchbrachen die deutschen Truppen auf ihrem Vormarsch nach Paris bei L’Isle-Adam am 12. Juni 1940 die Stellungen der französischen Verteidiger.

## Kultur und Sehenswürdigkeiten
- Kirche Saint-Martin
- Château de Stors

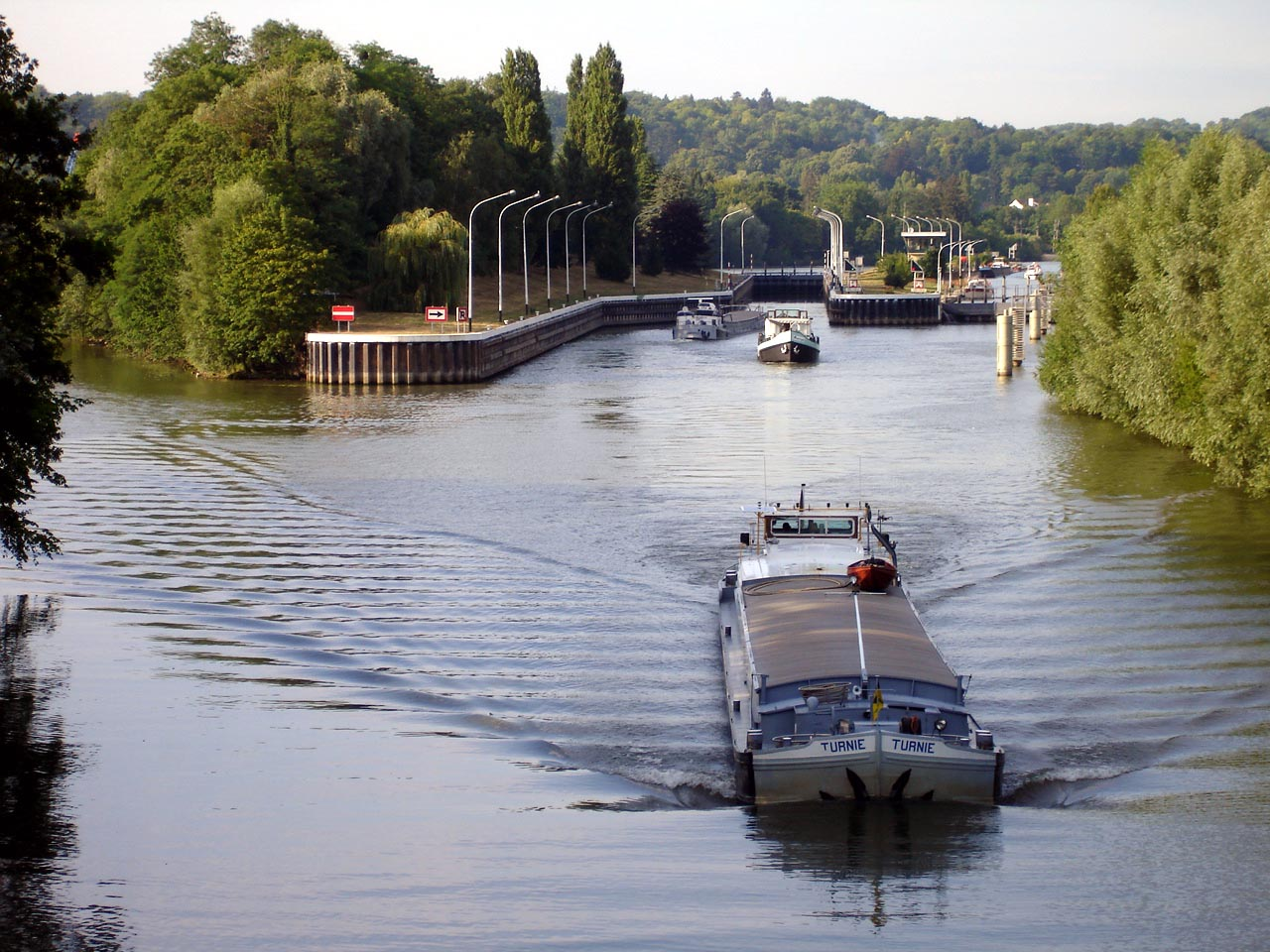
Schleuse an der Oise

- Chinesischer Pavillon des Guts Cassan
- Musée d’Art et d’histoire Louis Senlecq

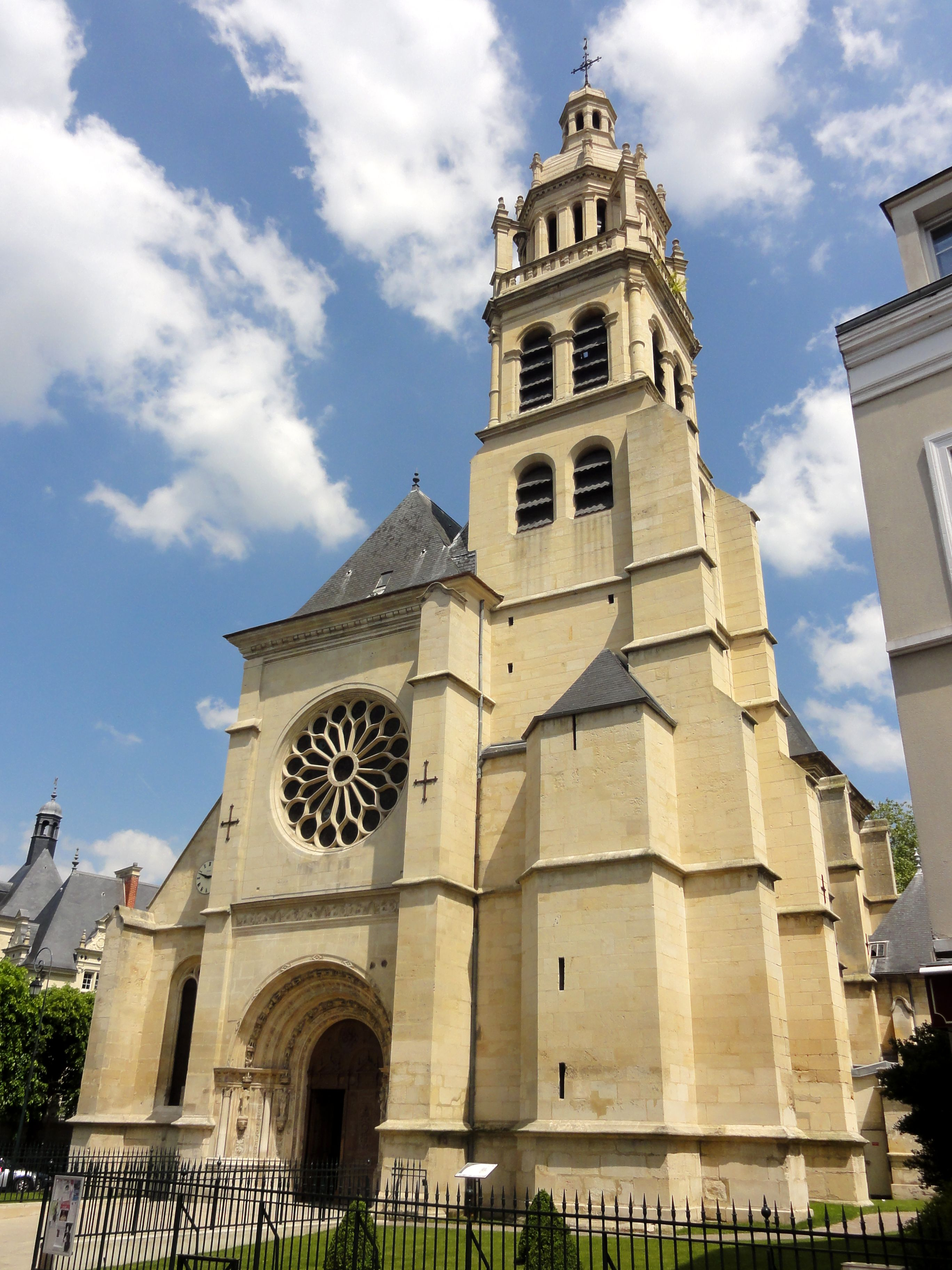
Kirche Saint-Martin
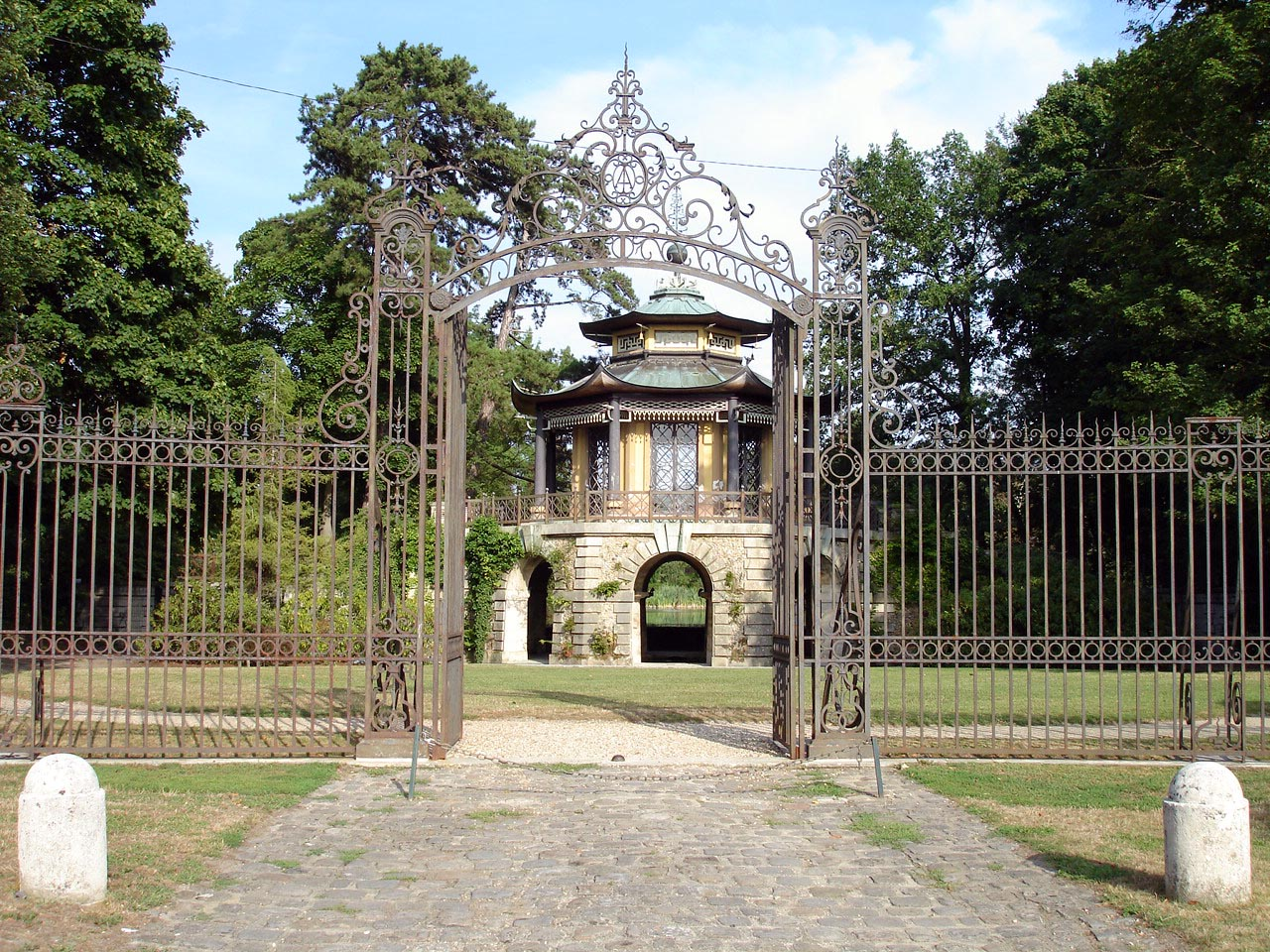
Chinesischer Pavillon des Guts Cassan
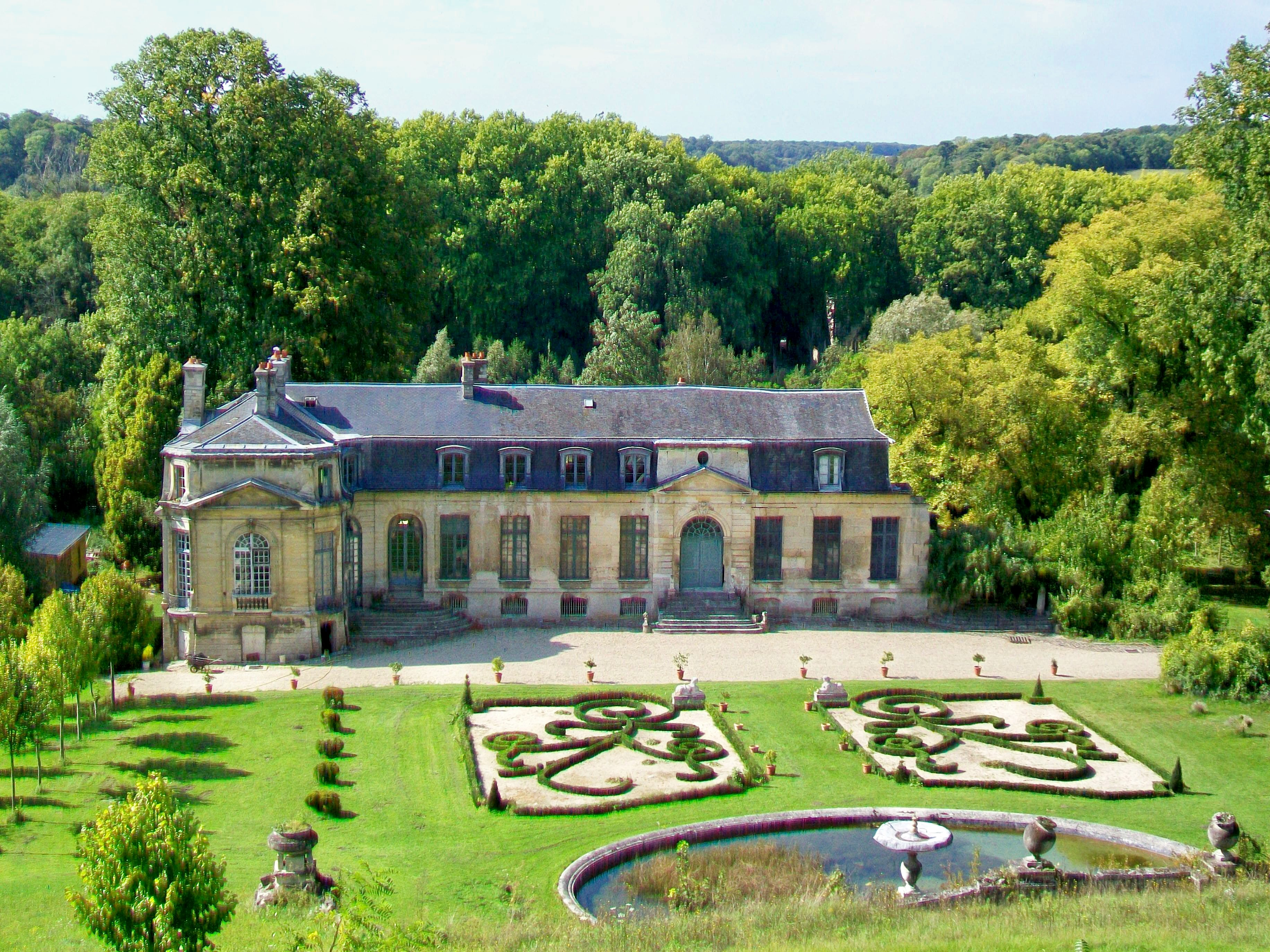
Château de Stors
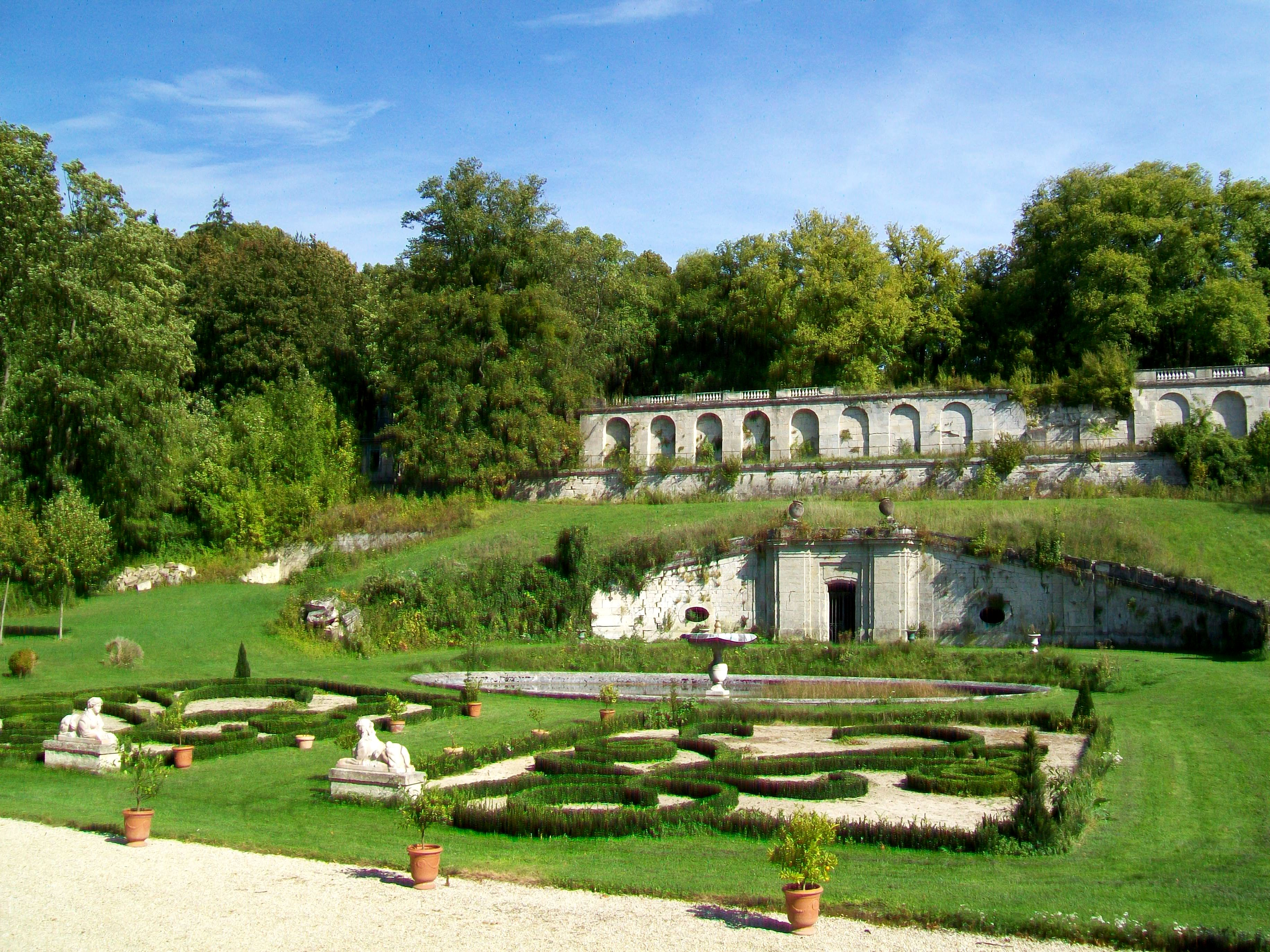
Schlosspark

Siehe auch: Liste der Monuments historiques in L’Isle-Adam

## Persönlichkeiten
- Philippe de Villiers de l’Isle-Adam (1464–1534), 1521–1534 Großmeister des Johanniterordens, ihm widmete Antonio Pigafetta seine Chronik der Weltumseglung Ferdinand Magellans
- Honoré de Balzac (1799–1850) hielt sich 1827 auf Einladung des Bürgermeisters in L’Isle-Adam auf. In einem Brief an seine Schwester schrieb er, dass L’Isle-Adam sein Paradies auf Erden sei. Sein Werk Physiologie der Ehe (La physiologie du mariage) entstand dort.

In L’Isle-Adam geboren sind:
- Paul Topinard (1830–1911), Mediziner, Anthropologe und Hochschullehrer
- Aimée Antoinette Camus (1879–1965), Botanikerin
- Robert Hirsch (1925–2017), Schauspieler
- Michèle Vergne (* 1943), Mathematikerin
- Noah Fatar (* 2002), französisch-marokkanischer Fußballspieler

## Städtepartnerschaften
- Marbach am Neckar, Deutschland, seit 1987
- Stratford-upon-Avon, Vereinigtes Königreich, seit 1991 (alle Städte sind Geburtsorte großer Dichter)